# Jorge Sánchez (ur. 1997)
Jorge Eduardo Sánchez Ramos (ur. 10 grudnia 1997 w Torreón) – meksykański piłkarz występujący na pozycji prawego obrońcy, reprezentant Meksyku, od 2024 roku zawodnik Cruz Azul.